# Susan Hayhurst
Susan Hayhurst (25. prosince 1820 Middletown Township – 7. srpna 1909 Filadelfie) byla americká lékařka, farmaceutka a učitelka a první žena, která získala titul z farmacie ve Spojených státech.

## Životopis
Susan Hayhurst se narodila v Middletown Township v okresu Bucks County v Pensylvánii jako dcera kvakerů Thomase a Marthy Hayhurstových. Navštěvovala školu Wilmingtonu v Delaware a vynikala v matematice. Jako mladá dívka pracovala jako učitelka ve vesnických školách v Bucks County. Zajímala se o chemii a fyziologii, proto se zapsala na Ženskou lékařskou fakultu v Pensylvánii, kde promovala v roce 1857.
V letech 1857–1867 pracovala jako ředitelka Školy přátel (Friends' School) ve Filadelfii, a nějakou dobu provozovala i vlastní školu, kterou navštěvovalo mnoho jejích bývalých studentů. V době během americké občanské války, byla předsedkyní výboru pro zásobování pensylvánského pomocného sdružení.
V roce 1876 se stala vedoucí farmaceutického oddělení Ženské nemocnice ve Filadelfii. Aby si rozšířila své vědomosti, začala navštěvovat přednášky na Filadelfské fakultě farmacie. Ačkoli nebyla první ženou, která se zapsala na fakultu, stále zde bylo poměrně vzácné přijímat ženy. Susan byla v ročníku jedinou ženou ze 150 studentů. Vedení fakulty neprojevilo vůči jejímu přijetí žádný odpor a svůj titul z farmacie Susan získala po dokončení kurzů v roce 1883, když jí bylo 63 let.
Susan ve své pozici ve farmaceutickém oddělení ženské nemocnice vydržela 33 let. Dohlížela na nákup a výrobu zásob, pomáhala misionářům do zahraničí a působila jako mentorka 65 lékárnicím. Byla také členkou organizací jako Americká akademie politických a společenských věd a Filadelfská společnost sufražetek.
Susan Hayhurs zemřela ve Filadelfii 7. srpna 1909 po čtyřech dnech nemoci. Filadelfská fakulta farmacie na její počest uspořádala 15. listopadu 1910 vzpomínkový obřad a objednala její portrét, aby mohl být umístěn v muzeu.